# Koraba
Koraba (korabica, koleraba, lat. Brassica oleracea var. gongylodes) je višegodišnja biljka; sorta kupusa.
Ime dolazi od njemačkih riječi "Kohl" ("kupus") i Rübe ("repa"). Koraba je vrlo često povrće u zemljama njemačkog govornog područja i drugdje.
Koraba je nastala umjetnom selekcijom lateralnog meristema rasta, a njezini srodnici su: kupus, brokula, cvjetača, kelj, raštika i dr. Svi oni potječu od iste vrste divljega kupusa (lat. Brassica oleracea).
Okus i tekstura korabe slični su brokuli ili kupusu, ali su blažeg i slađeg okusa. Mlada stabljika može biti svježa i sočna kao jabuka, iako mnogo manje slatka. Sazrijeva 55-60 dana nakon sjetve. Približna težina je 150 g. Može se čuvati do 30 dana, a da ne propadne.
Koraba se jede sirova ili se kuha. Postoji nekoliko kultivara korabe kao što su: White Vienna, Purple Vienna, Grand Duke, Gigante (ili "Superschmelz"), Purple Danube i White Danube.
Neke vrste se uzgajaju kao hrana za stoku.